# Hosszú menetelés
A hosszú menetelés (egyszerűsített kínai írás: 长征; hagyományos kínai: 長征; pinjin: Chángzhēng) a Kínai Kommunista Párt Vörös Hadserege által végrehajtott stratégiai visszavonulás volt a Kuomintang (Guomindang) hadserege elől a kínai polgárháborúban 1934 és 1936 között. Elnevezése a KNK hivatalos kiadványaiban a Vörös Hadsereg hosszú menetelése (红军长征, hagyományos kínai: 紅軍長征, pinyin: Hóngjūn Chángzhēng).
Szűkebb értelemben a kifejezést a kínai Vörös Hadsereg Első vagy Központi Hadseregének a Csianghszi (Jiangxi) tartományi Jütu (Yudu)ból a Senhszi (Shaanxi) tartománybeli Jenan (Yan'an)ba történt diszlokációjaként használja a történetírás. Ebben az értelemben 1934. október 16-tól 1935. október 19-ig tartott. Bővebb értelemben a hosszú menetelés magába foglalja két másik hadsereg, a Második és a Negyedik Vörös Hadsereg csapatmozgásait is. Az utóbbi tekintetben a folyamat csak 1936. október 22-én fejeződött be.
A legfontosabb és legismertebb átcsoportosítás Csianghszi (Jiangxi) tartományból indult 1934 októberében. A Kínai Szovjetköztársaság Első Fronthadserege, melyet egy tapasztalatlan katonai bizottság vezetett, ekkor a teljes megsemmisülés előtt állt. A kommunisták védekezésképpen nyugat, majd észak felé menekültek a Csang Kaj-sek (Chiang Kai-shek) vezette Kuomintang (Guomindang)-csapatok elől, és 370 nap alatt mintegy 12 500 kilométert tettek meg (legalábbis az utólagos hivatalos kommunista értékelések szerint). Vezetésüket a bizottságtól fokozatosan Mao Ce-tung (Mao Zedong) és Csou En-laj (Zhou Enlai) vette át. Az utat Nyugat-Kína legnehezebb terepviszonyai között hajtották végre először nyugatra, majd azután északra, Senhszi (Shaanxi) tartományba.
A hosszú menetelés tette lehetővé a kínai kommunista hadsereg túlélését annak ellenére, hogy menet közben állományának 90%-át elvesztette. Ez a viszonylagos részsiker alapozta meg Mao Ce-tung (Mao Zedong) vezető szerepét a pártban.

## Történelmi háttér

### A kínai polgárháború

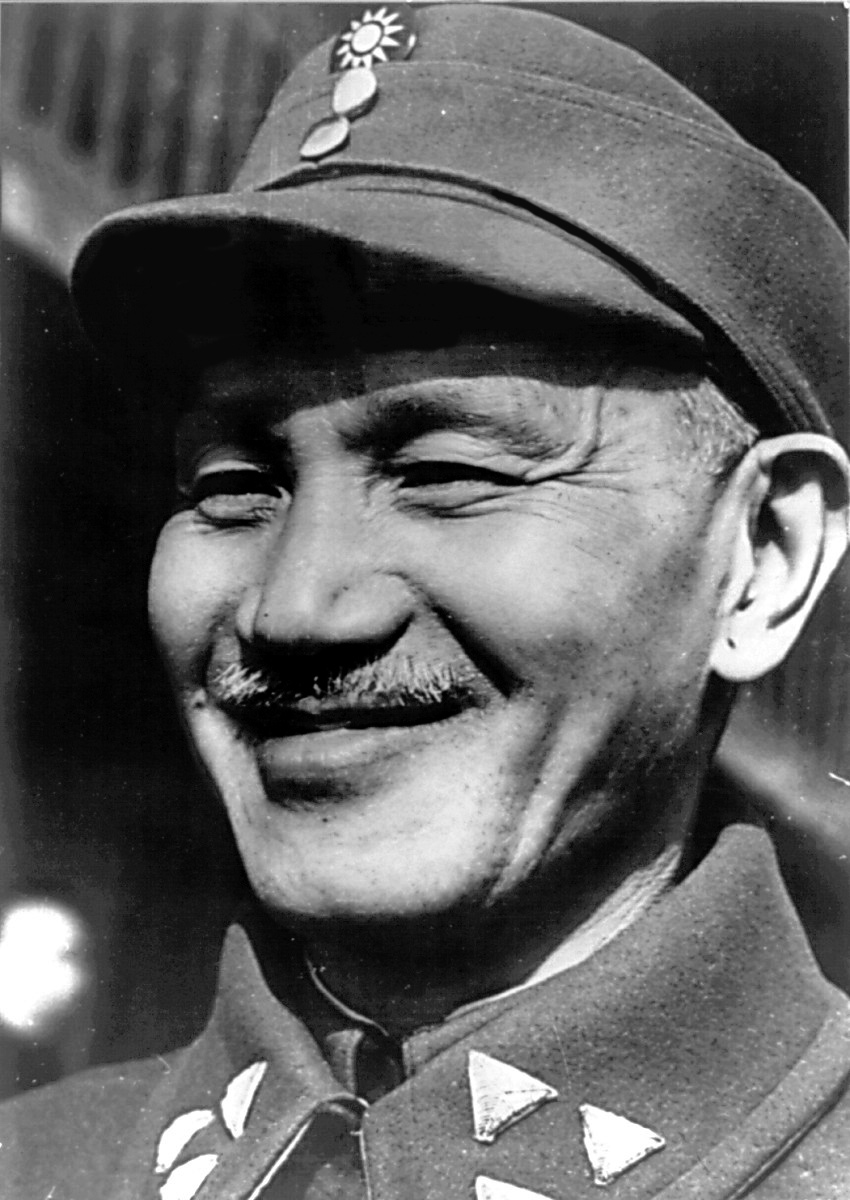
Csang Kaj-sek (Chiang Kai-shek) (1945 márciusi kép)

Az 1921-ben szovjet segítséggel alapított Kínai Kommunista Párt (első vezetője Csen Tu-hsziu (Chen Duxiu) volt) kezdetben együttműködött a polgári forradalmár Szun Jat-szen által alapított nemzeti demokrata forradalmi párttal (Kuomintang (Guomintang), KMT). Szun Jat-szen váratlan halála után, 1925 márciusában, a KMT-n belüli hatalmi harc győztese  Csang Kaj-sek (Chiang Kai-shek) lett. Az új vezető jól képzett, tehetséges katona volt, aki 1926–27-es északi hadjárata során nagy területeket hódított el a helyi haduraktól, és 1927 áprilisában egységes kormányt hozott létre Nancsing (Nanjing)ban. A többi nacionalista vezetőnél, mint például Vang Csing-vej (Wang Jingwei), keményebb antikommunista álláspontot foglalt el.
A nacionalisták és a kommunisták kezdeti együttműködése a hadurak és a japánok ellen 1927. április 12-én a sanghaji (shanghai-i) mészárlással ért véget. Csang Kaj-sek (Chiang Kai-shek) csapatai és az általa felfegyverzett bűnözői csoportok (triádok) több ezer kommunistát és munkást öltek meg. Hasonló összecsapásokra került sor Nancsang (Nanchang)ban, Vuhan (Wuhan)ban és Kuangcsou (Guangzhou)ban. A kommunisták vidékre menekültek, és ott alakítottak ki maguknak befolyási övezeteket. Ezzel indult meg a kínai polgárháború első szakasza.

### A kínai Vörös Hadsereg létrejötte
A Kínai Kommunista Párt hadereje, a kínai Vörös Hadsereg hivatalos születésnapja 1927. augusztus 1., a nancsang (nanchang)i felkelés dátuma, de az első paraszti partizánalakulatok már 1926–27-ben létrejöttek Hunanban és Csianghszi (Jiangxi)ban. Az 1927-es, úgynevezett „őszi termés felkelés” idején, melyet a KKP központi bizottsága határozott el és Hunanban Mao vezetett, a serege már tekintélyes méretű lett. Belőlük szervezte meg Mao a 4–5000 fős 1. hadosztályt.
A kínai Vörös Hadsereg Dél- és Közép-Kína számos vidékén kezdett szerveződni. Három fő forrásból toborozták katonáit: a felkelt parasztokból, helyi rablóbandákból és a Kuomintang (Guomindang)hoz közel álló helyi hadseregek fellázadt csoportjaiból.
Mao 1. hadosztálya a kezdeti sikerek után nagy veszteségeket szenvedett, és visszavonult a Csingkangsan (Jinggangshan) hegyeinek természetes erődjébe, Csianghszi (Jiangxi) tartományban. Onnan intézett támadásokat a környék ellen. Katonai szempontból jelentős, politikailag azonban kétes értékű támogatást kapott két népes rablóbandától, amelyek már korábban is a Csingkangsan (Jinggangshan) sziklái közé telepedtek.
1928 júliusában az 5. önálló Kuomintang (Guomindang) hadosztály is átállt a kommunisták oldalára. Ennek egyik ezredparancsnoka volt Peng Tö-huaj (Peng Dehuai), a későbbi neves kommunista hadvezér, majd védelmi miniszter.
Mao Ce-tung (Mao Zedong) 1929–31 között, a KKP KB-tól kapott teljhatalom birtokában, Csianghszi (Jiangxi) és Fucsien (Fujian) tartományok határvidékén önálló hatalmi bázist épített ki Zsujcsin (Ruijin) központtal. Itt jött létre az úgynevezett Központi Szovjetterület, mintegy 50–60 000 négyzetkilométernyi területen, 4–5 millió fős lakossággal, viszonylag jelentős ipari üzemekkel. Ennek a területnek a haderejét szervezték az Első Vörös Hadseregbe, vagy központi hadseregcsoportba.
A második legnagyobb szovjetterület körülbelül 40 000 négyzetkilométer kiterjedésű volt 3 millió lakossal, és a Hunan–Hupej (Hubei)–Anhuj (Anhui) tartományok háromszögében, a Jangcétól északra terült el. Haderejét a Negyedik Vörös Hadsereg adta (gyakran nevezték ezt 4. hadseregnek, hadtestnek, frontnak vagy hadseregcsoportnak is). Ennek létszáma 12–15 000 fő volt, körülbelül 10 000 lőfegyverrel.
Hunan–Csianghszi (Jiangxi)–Hupej (Hubei) határvidékén is működött egy partizáncsapat 3–4000 fővel, amit 16. önálló hadosztálynak neveztek. Az általa ellenőrzött terület 12 000 négyzetkilométerre terjedt ki. Ez az egység azonban elszigetelődött, nem tudott szilárd területet kialakítani, és a nacionalista erők felszámolták.
A Jangce középső folyása mentén is volt egy szovjetterület, Hupej (Hubei) és Hunan tartomány határvidékén, 20 000 négyzetkilométer területen, 10 000 katonával, akik a Második Vörös Hadsereghez tartozónak vallották magukat.
Csang Kaj-sek (Chiang Kai-shek) negyedik hadjáratának kezdetén, 1932-ben összesen hat nagyobb szovjetterület volt, mintegy 150 000 négyzetkilométernyi összterülettel, 63–72 000 katonával, 45–50 000 lőfegyverrel. Az általuk ellenőrzött terület Belső-Kína 18 tartománya területének 3,5–4%-át, lakosságának 2,5–3%-át tette ki.

#### A katonai egységek elnevezéseinek kialakulása
A Kínai Munkás-Paraszt Vörös Hadsereg (紅軍, Hung csün (Hóng jūn); „vörös hadsereg”) magasabb egységeinek neve fokozatosan alakult ki, gyakran következetlenül. Az első kommunista csapategységek gyakran a Kuomintang (Guomindang) erői sorából dezertáltak, sőt meg is tartották eredeti elnevezésüket. A hosszú menetelés idejére a sok kis egységet három nagyobb csoportba szervezték, az Első Vörös Hadseregbe (紅一方面軍/红一方面军/ Hung Ji Fangmien Csün (Hóng Yī Fāngmiàn Jūn)), a Második Vörös Hadseregbe (紅二方面軍/红二方面军/ Hung Er Fangmien Csün (Hóng Èr Fāngmiàn Jūn)) és a Negyedik Vörös Hadseregbe (紅四方面軍/红四方面军/ Hung Szi Fangmien Csün (Hóng Sì Fāngmiàn Jūn)). Néhány fordításban ezek neve első, második, negyedik „fronthadsereg”.
Az Első Vörös Hadsereg alkotórészei az első, harmadik és ötödik hadseregcsoportok voltak Csianghszi (Jiangxi) tartományban Po Ku (Bo Gu) és Otto Braun, a Komintern katonai szakértője (kínai mozgalmi neve Li Tö (Li De), 李德) vezetése alatt. (Otto Braunt 2006-ban, a hosszú menetelés 70. évfordulója alkalmából a Pekingi Társadalomtudományi Akadémia a modern Kína történelmében legjelentősebb szerepet játszó 50 külföldi személy közé választotta.) (A Kuomintang (Guomindang) haderejében a hadseregcsoport elnevezést olyan méretű magasabb egységekre alkalmazták, amelyek nyugaton inkább hadsereg név alatt szerepeltek. Eleinte a kommunisták is ezt vették át, később azonban változtattak ezen, így lett több hadseregcsoportból egyetlen hadsereg.) Amikor a Negyedik Vörös Hadsereg Csang Kuo-tao (Zhang Guotao) parancsnoksága alatt megalakult kisebb egységekből a Szecsuan (Sichuan) és Senhszi (Shaanxi) határterületén, még nem volt kialakult szervezeti rendszere a KKP haderőinek, sőt a központi befolyás érvényesítése is korlátozott volt.
A Második Vörös Hadsereget Kujcsou (Guizhou) keleti részén hozták létre a Ho Lung (He Long) illetve Hsziao Ko (Xiao Ke) vezette második és hatodik hadseregcsoport egyesítésével. (A „Harmadik Vörös Hadsereget” korábban Ho Lung (He Long) állította fel Hunan és Hupej (Hubei) tartományok határán, 1932-re azonban a nacionalista haderők szétverték). A három megmaradt hadsereg megőrizte nevét (első, második és negyedik) mindaddig, amíg a kommunista erők 1937-ben – legalábbis névleg – egyesültek a Kuomintang (Guomindang) erőivel a japánellenes harcban. Ekkor belőlük alakult meg a Nyolcadik Hadsereg (angolul „Eighth Route Army” néven tartják számon) és az Új Negyedik Hadsereg.

### AKuomintang(Guomindang)támadása

A Csianghszi (Jiangxi)ban létrejött kínai szovjetköztársaság zászlaja

1930 és 1933 között Csang Kaj-sek (Chiang Kai-shek) négy eredménytelen kísérletet is tett a kommunisták leverésére. A kommunisták táborában ellentétek voltak a parasztságra támaszkodó Mao és a Komintern külföldi tanácsadói között, akik a városi proletariátusra kívántak építeni. 1933 szeptemberében Csang Kaj-sek (Chiang Kai-shek) már egymillió fős sereget mozgósított egy bekerítő támadásra a kommunista körzetek ellen, Hans von Seeckt német tanácsadó taktikai segítségét is igénybe véve. Megerősített gyűrűt hoztak létre Csianghszi (Jiangxi) körül. 1934 júliusában a kommunista párt akkori vezetői, az ún. „huszonnyolc bolsevik” akiknek csoportját Moszkvában hozták létre Vang Ming (Wang Ming) (mozgalmi név, eredeti neve Csen Sao-jü (Chen Shaoyu)) és Po Ku (Bo Gu) vezetésével, eltávolították Maót a Politikai Bizottságból, és rövid időre házi őrizetbe is helyezték. Helyébe Csou En-laj (Zhou Enlai) lépett, mint a katonai bizottság vezetője. A három főből álló katonai bizottság tagja volt még Otto Braun (Li Tö (Li De)) és Po Ku (Bo Gu), szintén a Komintern tanácsadója. Ez a bizottság felhagyott Mao mozgó taktikájával és vállalta a közvetlen ütközést a Kuomintang (Guomintang) erőivel, azonban a kommunista csapatok súlyos vereségeket szenvedtek.
Mao Ce-tung (Mao Zedong) később keserűen írt arról, hogy bár 1928-ra alapvetően kialakultak és bizonyítottak gerillahadviselés módszerei, 1932-től azokat három évre félretették és megbélyegezték.
A Kuomintang (Guomindang) 1933-ban indított ötödik hadjáratának terve alaposan különbözött a megelőző négy, sikertelen akcióétól. A fegyelem erősítése érdekében minden csapategységnél politikai osztályt hoztak létre Csang Kaj-sek (Chiang Kai-shek) elit „kékingeseiből”, megerősítették a tábori csendőrséget is. Az általuk meghódított területeken bevezették a „kölcsönös felelősség elvét”: azaz a falu egész lakossága felelt az esetleges dezertálásokért, egyúttal fokozták a propagandát a lakosság körében.
Az új hadjárat katonai koncepcióját német tanácsadók dolgozták ki. A hét fő irányból, összesen 40 hadosztállyal a szovjetterület középpontja felé indított támadásokat a védelem harcászati eszközeit alkalmazva kellett végrehajtani: azaz lépésről lépésre előrehaladva utakat, majd úgynevezett blokkházakat, könnyűfegyverekkel bevehetetlen betonerőd-rendszert kellett kiépíteni. A hosszadalmas  és költséges vállalkozáshoz jelentős európai kölcsönök álltak rendelkezésre Csang Kaj-sek (Chiang Kai-shek) számára.
A támadó erők összlétszáma összesen mintegy félmillió fő volt, szemben a kommunisták rendelkezésére álló mintegy 50 000 katonával. Nehézfegyverzete csak a támadóknak volt, akiket még ötszáz repülőgép is támogatott. A védőknek légvédelmi eszközei sem voltak.
A kommunisták az erőviszonyok javítása érdekében nagy toborzási kampányt indítottak, amivel 1934 folyamán hivatalos adataik szerint 100 000 fővel növelték a seregeik létszámát. A reguláris csapatok azonban legfeljebb 60 000 fővel erősödhettek, a többiek lógósok, alkalmatlanok, vagy csak kisegítő szolgálatra alkalmas személyek voltak.
A lassan, de biztosan előrehaladó Kuomintang (Guomintang)-offenzívával szemben a kommunista erők értek még el részsikereket, de nem tudták megfordítani az események alakulását. A háttérben meg kellett indítani a szovjetterület kiürítése tervének kidolgozását. 
1934 augusztusában, amikorra a Vörös Hadsereg már kimerült az elhúzódó konfliktus és a vereségek miatt, Mo Hsziung (Mo Xiong) kommunista kém, aki Csou En-laj (Zhou Enlai) utasítására épült be a Kuomintang (Guomindang) katonai főhadiszállására Nancsang (Nanchang)ban, jelentette: Csang Kaj-sek (Chiang Kai-shek) döntő csapásra készül a kommunista „főváros”, Zsujcsin (Ruijin) ellen.
A kommunista hadvezetés a teljes megsemmisülés elkerülése érdekében stratégiai visszavonulás mellett döntött. Ennek során egyesíteni kívánták erőiket a Ho Lung (He Long) vezette Második Hadsereggel, amelyről úgy tudták, hogy Hupej (Hubei)ben tartózkodik. A Kuomintang (Guomintang) csapásai alatt azonban már a második hadsereg is megindította visszavonulását nyugat felé.

## A visszavonulás

### Az Első Vörös Hadsereg

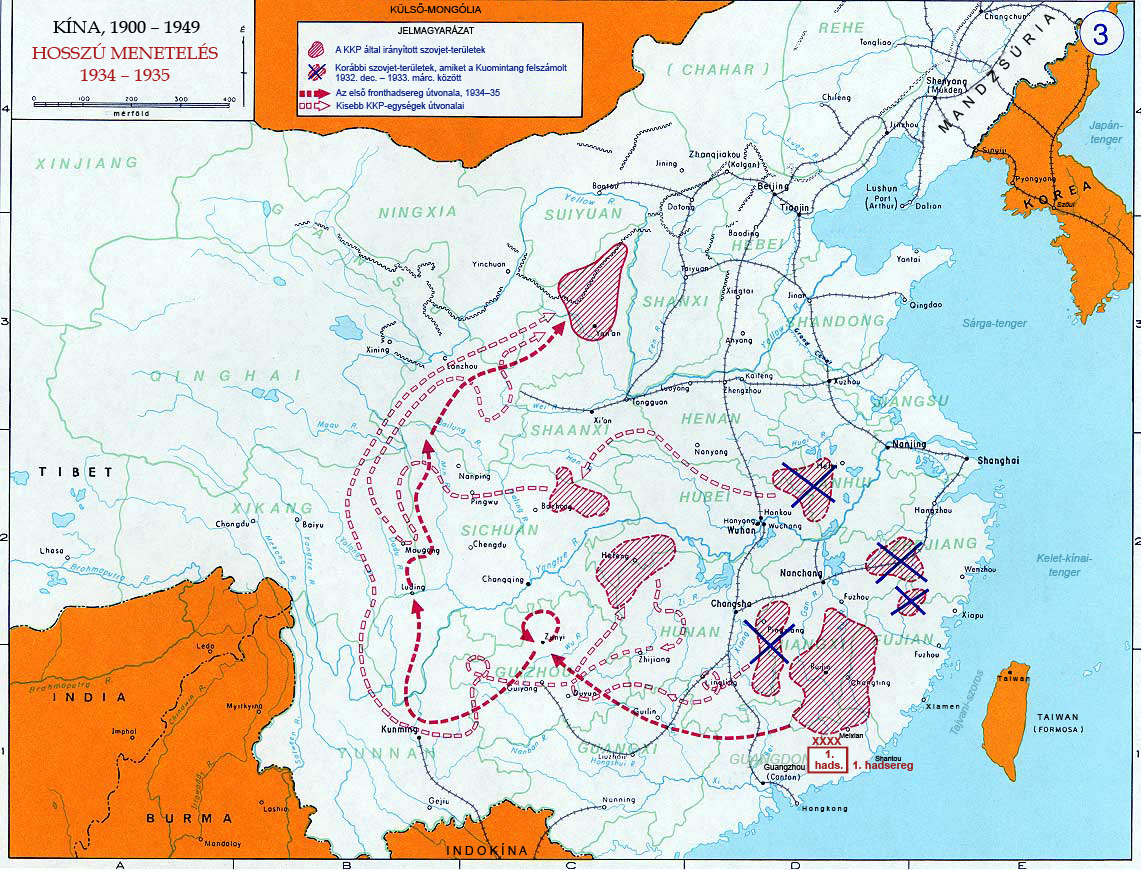
A hosszú menetelés áttekintő térképe 1934–35 A vörösen satírozott területek voltak a kommunista enklávék. A kék X-szel áthúzottakat már felszámolta a Kuomintang (Guomintang). A vastag pontozott vonal jelzi az első kommunista hadsereg útját.

A hadmozdulatokat a Fang Cse-min (Fang Zhimin) vezette csapatok kezdték meg, amelyek áttörték a Kuomintang (Guomintang)  első vonalait még 1934 júniusában. A Kuomintang (Guomintang), számbeli fölénye és megerősített állásai miatt, nem számított a támadásra. A kommunista csapatokat azonban első sikereik után nagyrészt felmorzsolták.
Ez a támadás azonban csak egy elterelő hadművelet volt, a fő egységek távozásának megkönnyítése érdekében. A szovjetterület kiürítésének előkészületei szeptember végére fejeződtek be. A fő erők elfoglalták kiindulási körzeteiket. A frontokon  már felváltották őket a hátramaradó önálló és helyi egységek, amelyeknek az volt a feladatuk, hogy a támadók erőit egy ideig lekössék.
1934. október 16-án a Po Ku (Bo Gu) és Otto Braun vezette mintegy 80 000 fős főerő támadta meg a Kuomintang (Guomintang) állásait Jütu (Yudu) közelében. A harcoló csapatok mellett 11 000 fős igazgatási személyzet és több ezer civil teherhordó vett részt a kitörésben. A nagyrészt beteg vagy sebesült katonákból álló, mintegy 20 000 fő hátramaradó folytatta az utóvédharcot, és akik életben maradtak, szerteoszlottak a környéken. A Kuomintang (Guomintang) csapatai a hátramaradók között több neves vezetőt is elfogtak és kivégeztek Ruijinban 1934 novemberében, így  Csü Csiu-paj (Qu Qiubai)t és Mao Ce-tung (Mao Zedong) két öccse közül a fiatalabbat, Mao Ce-tan (Mao Zetan)t.
Az Első Vörös Hadsereg, vagy más források szóhasználata szerint a Központi Hadseregcsoport tényleges ereje induláskor a következőképpen alakult: összesen 75–81 000 fő, ebből 57–61 000 harcos 41–42 000 fegyverrel, ebben 1000 géppuskával és géppisztollyal. Minden harcosra egy-két kézigránát jutott, minden puskára 70–100, minden géppuskára 5–600 töltény. A híradást tábori rádió-adóvevők és telefonok biztosították. Az előbbiek segítségével eredményes rádiófelderítő tevékenységet is folytattak, lehallgatták és megfejtették a nacionalista erők közleményeinek jelentős részét.
A harcoló csapatokat öt hadtestbe tagolták. Két evakuációs oszlopban helyezkedtek el KKP központi bizottság, a kormány, a haditanács és a főtörzs tagjai, illetve a hadtáp, tábori kórház és egyéb intézmények. Egy úgynevezett tartalékhadosztály újonnan toborzott teherhordókból állt, akik százával cipelték az ezüstpénzzel tele ládákat, hadianyaggyártó gépeket és ezerféle egyéb felszerelést. Fegyverzetük csak kardokból, késekből állt. A menet minden résztvevője maga vitte mintegy kétheti élelmiszer-ellátmányát, főleg rizst és sót. Ennek kiegészítésére a lakott területeken való átvonulás során helyi forrásokból „vételezhettek”.
Az Első Vörös Hadsereg három menetoszlopban haladva érte el Hszinfeng (Xinfeng) térségében a Kuomintang (Guomintang) első erődövét. Ezt a frontszakaszt az 1. Kuangtung (Guangdong)i hadsereg 1. hadosztálya védelmezte, amit meglepetésszerű támadással sikerült szinte veszteségek nélkül megsemmisíteni. A Vörös Hadsereg a második erődövet is sikerrel küzdötte le Hunan (Hunan) határán. Bár még a harmadik, könnyebben megerősített erődövet is sikerült menetből áttörni, ezután Csang Kaj-sek (Chiang Kai-shek) csapatai már párhuzamos üldözésbe kezdtek, és a negyedik erődövnél megerősítették a védelmet. Az 1934 novemberének utolsó és decemberének első napján lezajlott csatában a Vörös Hadsereg több mint 40 000 főt vesztett, és további nagy nehézségek álltak előtte. A legnagyobb veszteségeket a nem harcoló alakulatok szenvedték el. A parancsnokság úgy döntött, hogy a nehezen szállítható gépek és eszközök nagy részét hátrahagyják; ezután a teherhordók is szétszéledtek.
A veszteségek súlyosan hatottak a csapatok moráljára, megindultak a dezertálások. A harcoló csapatok létszáma mintegy 45 000 főre csökkent. Az 1934. december 12-én lezajlott gyűlésen nagy elégedetlenség mutatkozott meg az addigi vezetőkkel, Po Ku (Bo Gu)val és Otto Braunnal szemben; Mao Ce-tung (Mao Zedong) szerepe megerősödött. Sikerült viszont kijutni az erődövek körzetéből, és a párhuzamosan üldöző Kuomintang (Guomintang)-csapatok sem támadták meg a kommunista erőket. A földi üldöző csapatokat egyre inkább repülők váltották fel. Az egyik legszegényebb tartományban, Kujcsou (Guizhou)ban haladtak előre, élelmiszerforrások nem nagyon akadtak. A nagyobb városokban azonban sikerült lefoglalni néhány nagy élelmiszerraktárat, amelyek készleteiből a saját ellátás mellett a lakosság számára jutott.

### Mao felemelkedése
Cunji (Zunyi) városában a Vörös Hadsereg pihenőhöz jutott, mivel az üldözőik egyelőre felfüggesztették a hajszát, erőik átcsoportosítására készültek. Mao ezt arra használta fel, hogy kikényszerítse a KKP KB Politikai Bizottsága kibővített ülésének összehívását. Így került sor 1935. január 15–17-én a KKP később legendássá vált cunji (zunyi) konferenciájára, amelynek egyik célja a Politikai Bizottság átalakítása volt. Mao támogatóinak törekvése az volt, hogy válasszák meg őt a Politikai Bizottság, sőt esetleg a Kínai Kommunista Párt elnökévé (ilyen funkció addig nem létezett), egyik hívét pedig, Csang Ven-tien (Zhang Wentian)t (mozgalmi neve Lo Fu (Luo Fu)) a párt főtitkárának. Maónak azonban nem sikerült megszereznie a többség teljes támogatását. A gyűlésen megbírálták ugyan Po Ku (Bo Gu) és Otto Braun kudarcos vezetői munkáját, és Csang Ven-tien (Zhang Wentian) a párt főtitkára lett, de Mao csak a Politikai Bizottság állandó bizottságának (a Politikai Bizottságnak már addig is tagja volt) valamint a Katonai Bizottság háromtagú testületének tagja lett. A másik két tag Csou En-laj (Zhou Enlai) (a bizottság kinevezett vezetője) és Vang Csia-hsziang (Wang Jiaxiang) lett, akinek a támogatását Mao már korábban elnyerte. Egyikük sem volt azonban kimondottan katonai szaktekintély, ezért Mao a cunji (zunyi) konferencia után az Első Vörös Hadsereg tulajdonképpeni vezetőjévé vált. A későbbi kommunista legendáriumban, sőt Edgar Snow híres könyvének még az 1968-as kiadásában is, ezek a történések már úgy szerepeltek, miszerint Maót Cunji (Zunyi)ban a KKP  első számú vezetőjének választották. Kétségtelen azonban, hogy bár Mao itt még nem jutott el a csúcsra, megindult azon az úton, amelynek végén, tíz év múlva, a kínai kommunisták vitathatatlan, egyszemélyi vezetőjévé vált.

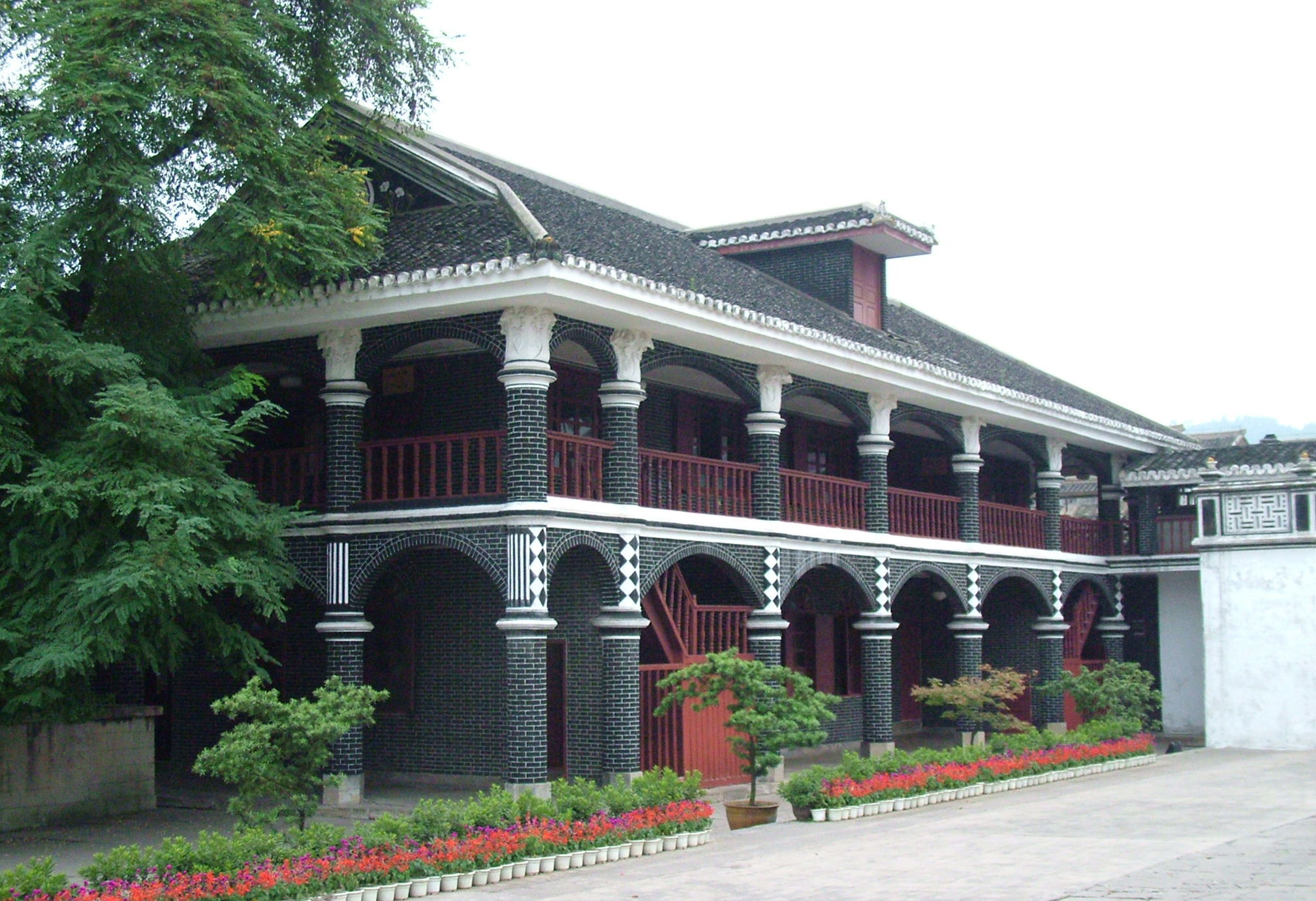
Múzeum a cunji (zunyi) konferencia színhelyén

A helység óvárosában található épület, ahol az értekezlet zajlott, ma múzeum.

### Szecsuan(Sichuan)felé
A cunji (zunyi) tanácskozás után a Politikai Bizottság és a haditanács jóváhagyta Mao stratégiai koncepcióját, ami egyfelől új bázis létrehozását irányozta elő Kujcsou (Guizhou), Jünnan (Yunnan) és Szecsuan (Sìchuān) tartományok közös határvidékén, másfelől a Jangcén való átkelést, a Csang Kuo-tao (Zhang Guotao) vezette Negyedik Vörös Hadsereggel (más forrásokban negyedik hadtest) való egyesülés érdekében. A koncepció két része között azonban ellentmondás volt, mert a megjelölt terület a Jangcétól délre található, és a széles, többek között a Kuomintang (Guomintang)-erők folyami flottillája által jól védhető folyamon való átkelés, ha sikerül, nyilvánvalóan visszafordíthatatlan lépésnek ígérkezett.
A hadsereg északra fordult, Szecsuan (Sìchuān) felé, és megpróbálta erőltetett menetben  elérni a Jangcét. A csapatok napi 40–50 kilométert tettek meg. A katonák könnyű posztócipőjükben vagy háncssaruban sajátos, lassú, erőkímélő futólépésben haladtak. A Jangcét azonban nem sikerült elérni, az oda vezető utat blokkolták Csang Kaj-sek (Chiang Kai-shek) erői, mivel a cunji (zunyi) pihenő és tanácskozás 12 napját felhasználták erőik közelebb hozatalára.
1935 februárjában Mao felesége, Ho Ce-csen (He Zizhen) kislányt szült. A visszavonulás súlyos körülményeire tekintettel a gyermeket nevelőszülőknél hagyták. Két brit kutató 2003-ban végigjárta a hosszú menetelés útvonalát, és Jünnan (Yunnan) tartományban találkozott egy asszonnyal, aki születési adatai alapján a helyi hatóságok szerint is esetleg Mao lánya lehetett. Mao és Ho Ce-csen (He Zizhen) öt gyermekük közül hármat hagytak el az évek során hasonló módon.
Egy hónapi manőverezés után a hadsereg újra Cunji (Zunyi) körzetében volt, a stratégiai célokat nem sikerült megvalósítaniuk.A Kuomintang (Guomintang) felvonuló főerőivel azonban el tudták kerülni az összecsapást, sőt a velük szövetséges kujcsoui csapatok két-három hadosztályát is sikerült szétverni egy összecsapásban. Több ezer foglyot ejtettek, fegyvereket és lőszerkészleteket zsákmányoltak. A hadifoglyokat – miután rövid „politikai felvilágosításban” részesítették és megeskették őket, hogy nem fognak többet a Vörös Hadsereg ellen harcolni – elengedték. Csak egy kis részüket sikerült rávenni arra, hogy csatlakozzanak a kommunistákhoz.
Az ellenfél fő erői azonban egyre közeledtek. Nem volt más választás, újra a legkisebb ellenállás irányában kellett kitörni. Cunji (Zunyi)t dél felé hagyták el, amerről korábban oda érkeztek. Újra átkeltek a Vu (Wu) folyón (Vucsiang (Wujiang)), csak ellenkező irányban. Utána folyamatosan manővereztek, az útirány állandóan változott. Két hónapon át, 1935 márciusa és áprilisa folyamán vonult megállás nélkül az első hadsereg  Dél-Kujcsou (Guizhou) és Kelet-Jünnan (Yunnan) vidékein. Állandóan szorongatták őket a nacionalisták üldöző erői, illetve tartományi szövetségeseik. Közben elértek kisebb sikereket is, elérték és megsemmisítették a Kujcsou (Guizhou) tartomány fővárosa, Kujjang (Guiyang) melletti repülőteret az ott állomásozó repülőgépekkel együtt. Több várost sikerült úgy bevenni, hogy az ottani gyenge erők először azt hitték, a Kuomintang (Guomintang) csapatai közelednek. Zsákmányul ejtették Csang Kaj-sek (Chiang Kai-shek) egyik törzsautóját, értékes gyógyszerekkel és fontos térképekkel. A menetelés azonban továbbra is alapvetően visszavonulás, esetenként szabályos menekülés volt, gyakran éjszaka, mert a Kuomintang (Guomintang) repülőgépei rendszeresen támadtak.
A hadsereg egyre nehezebb terepen haladt. A Kujcsou (Guizhou)-Jünnan (Yunnan) határvidék sziklás hegyei között, meredek ösvényeken, mély szakadékok felett haladtak. Sok ló elpusztult, csak az öszvérek bírták az utat. Nagyok voltak az emberveszteségek is, főleg lemorzsolódás, elmaradozás formájában. A kevés síkságon is alig volt rizs vagy zöldség; a helyi parasztok főleg mákot termeltek. A hadsereg is csak ópiumot tudott zsákmányolni, ami eltarthatósága és egyszerű oszthatósága miatt errefelé az általános fizetőeszköz szerepét is betöltötte: ezüstpénz helyett ezzel fizettek, ezt mindenütt készséggel elfogadták. Az itt toborzott teherhordóknak és önkénteseknek meg kellett engedni az ópiumszívást is, ami egyébként a Vörös Hadseregben szigorúan tilos volt.
A nehéz körülmények, a perspektíva hiánya miatt újra kiéleződtek az ellentétek a vezetők körében. Ezúttal Mao ellen irányultak a bírálatok. Korábbi támogatói, Lo Fu és Lin Piao az „ellenség elöli megfutamodással”, „katonai csőddel” vádolták. Lo Fu a viták során történelmi példákra hivatkozott, miszerint errefelé, a Csinsacsiang (Jīnshā Jiāng) (金沙江, Arany homok folyó – a Jangce felső szakasza) vidékén a 3. században, a Három Birodalom korszakában, valamint a 19. század második felében, a Tajping-felkelés idején egész hadseregek pusztultak el.
Az első hadsereg létszáma ebben az időben mintegy 22 000 fő volt, azaz Cunji (Zunyi) óta is elvesztette állományának felét. Egyre fontosabbá vált az átkelés a Jangce felső szakaszán, de ennek Csang Kaj-sek (Chiang Kai-shek) is a tudatában volt, és erőiket errefelé irányították. A folyóparton erődöket építettek, a csónakokat összeszedték vagy elpusztították. Végül is egy hadicsellel sikerült az átkelés. 1935. május elején egy hadtest észak felé haladva egy kedvezőnek látszó helyen hozzálátott tutajok építéséhez, és a főerők is ebbe az irányba haladtak, magukra vonva az ellenfél figyelmét. Egy másik különítmény, a helyi viszonyokat jól ismerő parancsnokkal az élén, az ellenkező irányba indult. Egy olyan helyen, ahol a folyó balpartján a Kuomintang (Guomintang) által erődökkel kiépített sziklafal volt, Kuomintang (Guomintang) egyenruhába öltözve jelentek meg a jobbparton, Hamarosan csónakot küldtek értük. Egy szakasz átkelt, és szinte ellenállás nélkül el tudta foglalni a helyi erők által őrzött erődöket.
A főerők aztán erőltetett menetben haladtak a helyszínre, majd éjjel-nappal folytatták az átkelést a mintegy 200 méter széles, erős sodrású folyón. Így is majdnem egy hétig tartott a művelet, de be tudták fejezni, mielőtt Csang Kaj-sek (Chiang Kai-shek) nagyobb erői a helyszínre érkezhettek volna.
Az átkelés után a csapatok kisebbségi területekre értek, amelynek lakossága helyi háborút folytatott az ottani kínai hatóságok ellen. A kommunistáknak sikerült néhány vezetőjüket kiszabadítani a Kuomintang (Guomintang) fogságából és megállapodni a helyi nemzetiség (ji, másképpen lolo) képviselőivel a békés áthaladásról, sőt az élelmiszer-ellátásról is.
A sikeres átkelés újra megerősítette Mao politikai helyzetét. Egy értekezleten megállapodtak: Szecsuan (Sichuan) északnyugati része felé haladnak, hogy a feltehetően a környéken tartózkodó negyedik hadsereggel együtt ott építsenek ki új bázist maguknak.
A továbbvonulás észak, a Tatu (Dadu) folyó (Tatuho (Dadu He)) felé valamivel kedvezőbb körülmények között zajlott a korábbiaknál. A terep valamelyes védelmet nyújtott a Kuomintang (Guomintang)-légierő támadásaitól. A helyi nemzetiség jóindulatú semlegessége és a  tartományi csapatok viszonylagos passzivitása is segített. Egy jelentős élelmiszerraktár elfoglalása révén az ellátáson is sikerült javítani. A csapatok morálja javult, a vezetésen belüli viták háttérbe szorultak.
A kommunista csapatok úti célja azonban a nacionalisták számára is nyilvánvaló volt, és ők minden erővel igyekeztek eltorlaszolni a Szecsuan (Sìchuān) belső részébe vezető utakat. A fő természetes akadály, a Tatuho (Dadu He) keleti (bal) partját jünnani és szecsuani tartományi csapatok igyekeztek lezárni.
A kommunisták ezúttal is a menet gyorsításával, napi 30–40 kilométert megtéve igyekeztek olyan helyre jutni, ahol gyengébb a védelem. Felderítőik egy komp létezéséről is jelentettek, de mire odaértek, azt már az ellenfél elszállította. Csak egyetlen elrejtett csónakot találtak, amin egy szakasz,  géppuskatűzzel fedezve, átkelt a folyón. Ez a művelet azonban csaknem egy órát tartott a rohanó hegyi folyón. Nyilvánvaló volt, hogy az egész hadsereg átkelésére így nincs mód. 

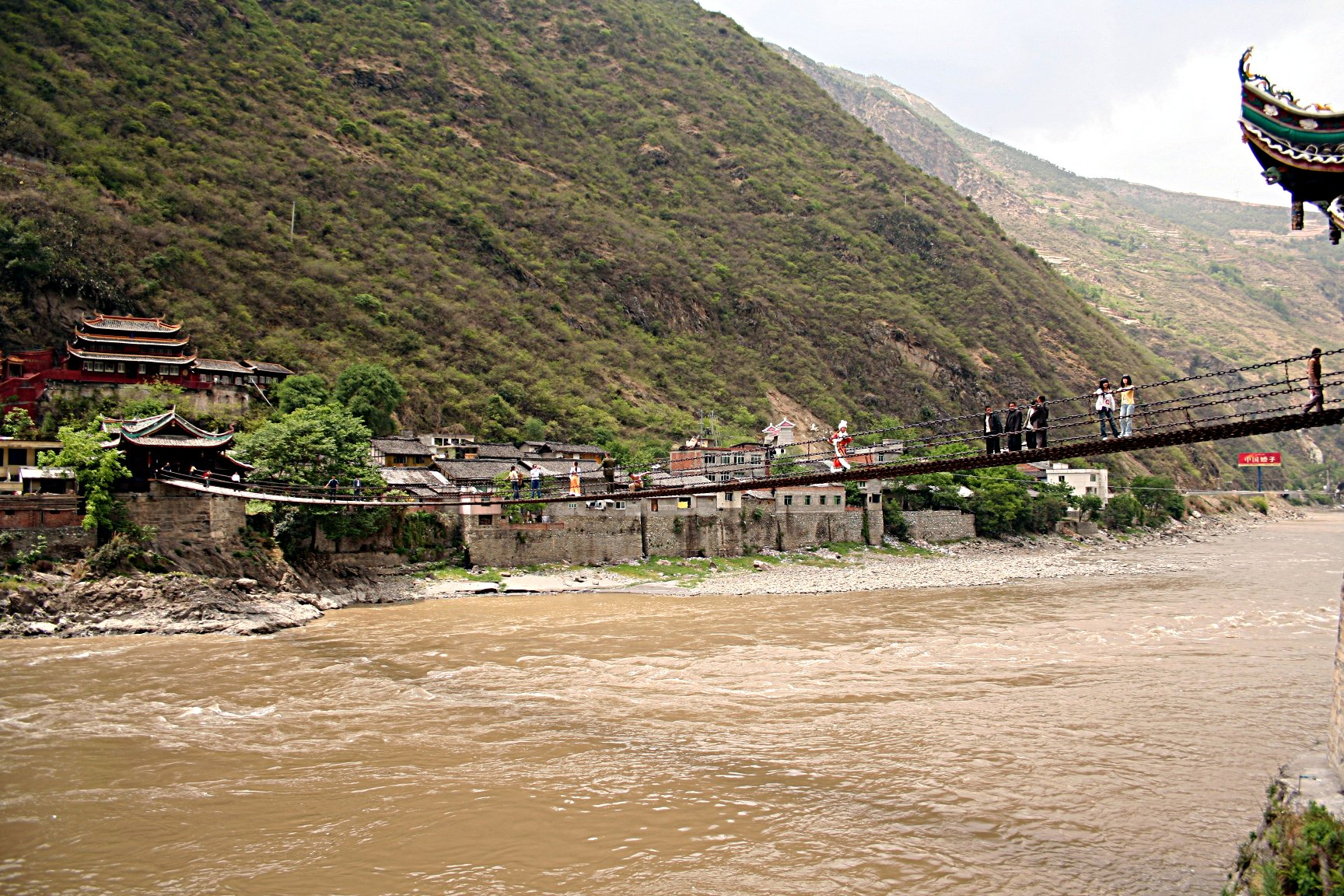
A Luting (Luding) híd

A folyón létezett egy 18. századi függőhíd, a Luting (Luding) híd. Efelé fordult a sereg. Mire odaértek, a helyi erők a túlpartról a híd pallózatának nagy részét már leszedték. A kommunisták előőrse a csupasz drótokon kelt át az ellenséges tűzben, jelentős veszteségekkel. Ugyanakkor a túlparti védők létszáma is alacsony volt, és végül pár nap alatt sikerült az egész sereg átkelése.
Az átkelés a Tatuho (Dadu He)n nagy taktikai siker volt, de stratégiailag nem oldott meg semmit, mert közben Csang Kaj-sek csapatai felvonultak, és beljebb mégis elzárták a Szecsuan (Sìchuān) belső részébe vezető utat. Tovább kellett vonulni észak felé, a negyedik hadsereggel való egyesülés érdekében.

### Egyesülés a Negyedik Vörös Hadsereggel
A hadsereg újra rendkívül nehéz körülmények között haladt észak felé, Szecsuan (Sìchuān) és Tibet (illetve a korabeli Hszikang (Xikang) tartomány, amely ma Tibet része) határvidékén. Egyre magasabb hegyeket kellett megmászni. A nyári időszak ellenére a hőmérséklet alig haladta meg a 10 fokot. A lakosság minden kínaival szemben ellenséges volt, marháit, élelmiszerkészleteit elrejtette, a lemaradozó katonákat megtámadta. A csapatok körében felütötte a fejét a vérhas és a tífusz is. Az első hadsereg létszáma, a nem harcoló elemeket is beszámolva, tizenöt-húszezerre csökkent.
Június közepén végre biztos értesüléseket kaptak a negyedik hadsereg haladási irányáról. Az első hadsereg is azonnal abba az irányba fordult.
1935 júliusában Mao csapatai egyesültek a Csang Kuo-tao (Zhang Guotao) vezette, Honan (Henan)ból nyugat felé távozott Negyedik Vörös Hadsereggel, amelynek létszámát ekkor 50 000 főre becsülték, és Nyugat-Szecsuan (Sìchuān)ban valamint Kelet-Hszikang (Xikang)ban mintegy 30 000 négyzetkilométeres – igaz, ritkán lakott, nemzetiségi – területet ellenőrzött.
A csapatok megpihentek, a vezetők tanácskoztak. 1935. június 28-án hivatalosan összeült a KKP KB Politikai Bizottsága, amire Otto Braunt is meghívták. Mao helyzete újra meggyengült. Bár a negyedik hadsereg részéről csak Csang Kuo-tao (Zhang Guotao) volt tagja a Politikai Bizottságnak, csapatainak létszáma, a környék feletti ellenőrzés gyakorlása révén kétségtelen volt a vezető szerepe. Mao nem is kísérletezett frakcióharcokkal, egyelőre belenyugodott abba, hogy Csang Kuo-tao (Zhang Guotao)t válasszák meg az egyesített Vörös Hadsereg politikai főbiztosának, ami az adott helyzetben a legfelső vezetői posztot jelentette. A hadsereg katonai parancsnoka Csu Te (Zhu De) lett. Mao viszont a párt vezetője maradt, és a „kétfejű” vezetés hamarosan konfliktust is okozott.
Az első és a negyedik hadsereg integrálásáról csak szavak folytak, a gyakorlatban a két egység megőrizte különállását.
Az ellátási nehézségek a magaslati mocsaras vidéken fokozódtak, a lakosság ellenséges érzelmű volt, élelmiszereit elrejtette, a rekviráló csapatokon, ha tehette, rajtaütött. A katonák learatták a félig érett árpát is, vad füveket, fakéreglisztet, „vitamindús földet” ettek. A sókészlet is teljesen elfogyott.
A kommunista vezetők többsége Kanszu (Gansu) tartományon át Senhszi (Shaanxi) tartományba, az ott már létező kisebb szovjetterületre szándékozott vonulni a csapatokkal, de voltak eltérő vélemények is. Csang Kuo-tao (Zhang Guotao) a Szovjetunió határai közelében szeretett volna bázist kialakítani. (Ezt Moszkva egyébként nem pártolta, mert érdekei azt diktálták, hogy a KKP a tulajdonképpeni Kínában erősödjön meg, nem pedig a Szovjetunióval határos területeken. Befolyása azonban – mivel érdemleges támogatást sem tudott nyújtani – gyenge volt a folyamatok alakulására.)
A nézeteltérés nyomán a két sereg elvált. Csang Kuo-tao (Zhang Guotao) a Negyedik Vörös Hadsereggel nyugatra, Hszincsiang (Xinjiang) felé indult, de erőit a Csang Kaj-sek (Chiang Kai-shek)kel szövetséges muzulmán Ma család hadurai szétverték. Maradványaik végül a Második Vörös Hadsereghez csatlakoztak, és velük érkeztek Senhszi (Shaanxi) tartományba.
A negyedik hadsereg szétesése Mao számára politikailag kedvező volt, mert megszabadult vetélytársától. A KKP hivatalos párttörténete aztán Csang Kuo-tao (Zhang Guotao)t pártellenes árulónak nyilvánította különutas politikája miatt.

### A Második Vörös Hadsereg

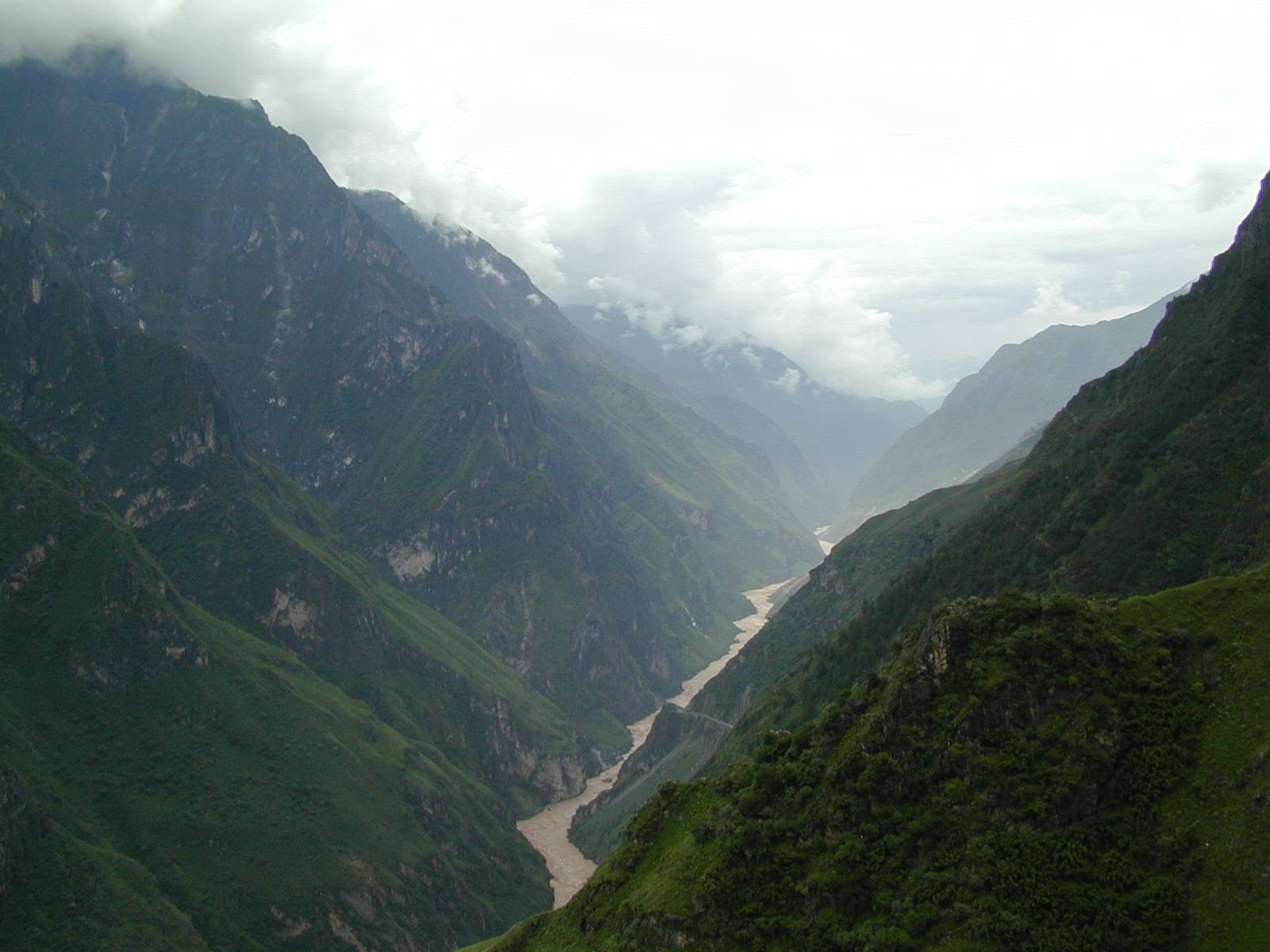
Az Ugró Tigris szorosa a Jáde Sárkány havasokban, Jünnan (Yunnan) határán

A Második Vörös Hadsereg a saját visszavonulását 1935. november 19-én kezdte meg Hupej (Hubei)ből Ho Lung (He Long) vezetésével, aki 1923-ig a Kuomintang (Guomindang) Huszadik Hadseregét vezette, mielőtt csatlakozott volna a kommunista párthoz. Csang Kaj-sek (Chiang Kai-shek) megtorlásul kivégeztette rokonait, köztük három nővérét és egy fivérét. 1932-ben Ho Lung (He Long) létrehozott egy kommunista övezetet a Hunan-Csianghszi (Jiangsi) határvidéken, és 1934 augusztusában megkapta a Második Vörös Hadsereg parancsnokságát Hupej (Hubei) tartományban. Az Első Vörös Hadsereg Hsziao Ko (Xiao Ke) vezette egyik csoportja kapcsolatot keresett velük, ami létre is jött, de közben elvesztette az összeköttetést az első hadsereggel, így az egység végleg velük maradt.
Ho Lung (He Long) erői útjukon távolabbra jutottak nyugatra, mint az első hadsereg, egészen Lijiang-ig Jünnan (Yunnan) tartományban, majd a Jáde Sárkány havasokon át a már a tibeti felföldön fekvő Nyugat-Szecsuanig. Ho Lung (He Long) és Hsziao Ko (Xiao Ke) két nővért vett feleségül a hadsereg soraiból, akik az út során szültek a tibeti felföld mocsarai között. A Második Hadsereg az útján foglyul ejtett két európai misszionáriust, Rudolf Alfred Bosshardtot és Arnolis Haymant, akik 16 hónapig maradtak velük. Bosshardt később könyvet írt élményeiről.

### A három hadsereg egyesülése
Mao Első Vörös Hadserege rengeteg nehézség után 1935 októberében érkezett Senhszi (Shaanxi) tartományba. Útja során szinte leküzdhetetlen természeti akadályokon kellett keresztülverekednie magát; rendszeresen haladtak sziklafalakba vájt keskeny, meredek szegélyutakon, ingatag függőhidakon át. A fegyveres ellenállás azonban csekély volt, a helyi erők fejtettek ki csak ellenállást itt-ott, Csang Kaj-sek (Chiang Kai-shek) megelégedett azzal, hogy elháríthatta  a Szecsuant fenyegető támadást.
Később, Kanszu (Gansu) tartományban, amelyen áthaladtak, az első hadsereg katonái általában muzulmán vallású lakossággal találkoztak. A hadsereg, vezetői parancsára, a legmesszebbmenőkig tekintettel volt a helybéliek vallási szokásaira. A politikai főcsoportfőnökség elrendelte, hogy a házakba, mecsetekbe a katonák ne lépjenek be, a lakosok edényeit ne használják, disznóhúst ne egyenek. Az ellátással mégsem voltak nehézségeik, mert a földesurak javait elkobozhatták.
A Negyedik Hadsereg maradványai idővel szintén megérkeztek Senhszi (Shaanxi) tartományba, de Csang Kuo-tao (Zhang Guotao), bár a KKP alapító tagja volt, többé már nem versenyezhetett Mao tekintélyével. A Második Vörös Hadsereg 1936. október 22-én érkezett meg, és a kínai történetírásban azóta a „három hadsereg egyesülésének” nevezett folyamattal lezárult a hosszú menetelés.
Az út során a kommunista hadseregek, ha tehették, mindenfelé elkobozták a helyi hadurak és földesurak vagyonát és fegyvereit, a parasztok és szegények soraiból pedig utánpótlást toboroztak. Ennek ellenére Mao parancsnoksága alatt már csak mintegy 8000 harcos volt jenani megérkezésekor, közülük is csak 7000 volt az eredeti, mintegy 80 000 fős hadsereg tagja. A veszteségek sok részből tevődtek össze, a fáradtság, az éhség, a hideg és a betegségek csakúgy szedték az áldozatokat, mint a csaták. Természetesen nagy volt az elmaradók és a dezertálók száma is. A KKP országos tagsága ebben az időszakban 300 000-ről 40 000 körülire csökkent.
Az új bázis Észak-Senhszi (Shaanxi) tartománynak a Kanszu (Gansu) és Ninghszia (Ninghszia-Huj Autonóm Terület) tartományokkal határos részein 30–40 000 négyzetkilométeren terült el. A városok azonban kevés kivétellel ezen a vidéken is a Kuomintang (Guomindang) kezén maradtak.
Néhány termékenyebb folyóvölgytől eltekintve a vidék kopár volt, a kemény lösztalaj alig hozott termést. A katonák és a parasztok fejadagja egyaránt napi három csésze köles volt egy kis savanyú káposztával. A lakosság nagy része a löszfalakba vájt barlanglakásokban élt. A Kuomintang (Guomindang) sajtója megnyugvással írt arról, hogy itt a kommunisták biztosan nem tudnak majd létezni.
A helyzet azonban fokozatosan konszolidálódott. A Vörös Hadsereg létszáma ugyan maximum 20 000 fő lehetett, és vele szemben elméletileg 200 000 fős nacionalista erők álltak, azonban ezek a nagy távolságok, és a helyi erők gyenge morálja miatt komoly támadó hadműveletekre nem voltak képesek. Fokozatosan patthelyzet alakult ki, majd később a két fél újra szövetséget kötött a japán támadókkal szemben.

## Eredményei, megítélésének későbbi alakulása

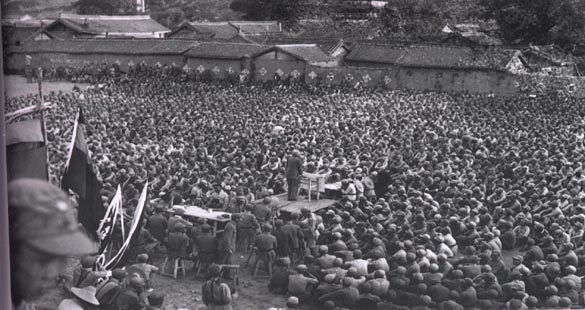
Kommunista szónok beszél a nagy menetelés túlélői előtt, a 30-as évek végén

Bár óriási áldozatok árán, de a hosszú menetelés megteremtette a feltételeket a KKP és hadserege túléléséhez. Jenan (Yanan) kisvárosa egy évtizedre, 1937 és 1947 között a kínai kommunista forradalom központja lett. A vezetők lakóhelyeit és az üléstermeket a löszfalba vájt barlangokba helyezték el; ezek együttese és az egész város később, a KKP hatalomra kerülése után kultikus emlékhely lett.
A hosszú menetelés sikere hatalmas propaganda-győzelmet is jelentett, amit Mao azonnal ki is aknázott. Alkalmas volt arra is, hogy a parasztság körében növelje a kommunisták jó hírét. Mao maga így írt erről 1935-ben:
„A hosszú menetelés egy kiáltvány. Közhírré tette a világon, hogy a Vörös Hadsereg a hősök hadserege, míg az imperialisták és kutyáik, Csang Kaj-sek (Chiang Kai-shek) és a hasonlóak, impotensek. Bebizonyította, hogy képtelenek minket bekeríteni, üldözni, akadályozni vagy elfogni. A hosszú menetelés propaganda-erő is. Tizenegy tartományban, mintegy 200 millió ember előtt tette nyilvánvalóvá, hogy csak a Vörös Hadsereg útja vezet a felszabaduláshoz.”
Mao parancsba adta, hogy a hadsereg minden tagjának tisztelni kell a parasztokat, nem szabad károkat okozni nekik, annak ellenére, hogy óriási szükségük volt az élelmiszerre. Ez a politika – amikor betartották – valóban támogatást tudott szerezni a parasztok között a kommunisták számára.
Azonban rövid távon a Kuomintang (Guomindang) szempontjából is sikernek fogható fel a hadjárat alakulása, hiszen elűzték a kommunistákat Kína sűrűn lakott belső tartományaiból, megakadályozták, hogy behatoljanak a gazdag Szecsuan (Sichuan) tartomány belsejébe, katonai erejük túlnyomó részét felőrölték, és végül egy kietlen határvidékre szorították vissza őket.
Az ellenségeskedések megszűntek a nacionalista és a kommunista erők között, amikor a két fél egyezséget kötött a formális együttműködésre a második kínai–japán háború alatt, 1937-től 1945-ig. Ezek alatt az évek alatt a KKP megerősítette befolyását az országban és eredményes gerillaharcot folytatott a japán megszállókkal szemben.
A második világháború után a kommunista haderőkből megalakult a Kínai Népi Felszabadító Hadsereg, amely a kínai polgárháború újabb szakasza után elűzte a Kuomintang (Guomindang) hadseregét a szárazföldi Kína területéről Tajvan szigetére, ahol létrehozták a Kínai Köztársaságot.
A Kínai Népköztársaság 1949-es megalakulása óta a hosszú menetelés a kommunista legendárium részévé vált, mint a párt erejének és kitartásának a jelképe. A hosszú menetelés emelte ki Mao Ce-tung (Mao Zedong)ot társai köréből, mint a KKP legfelső és támadhatatlan vezetőjét. A KKP számos más vezetője is, mint Csu Te (Zhu De), Lin Piao (Lin Biao), Liu Sao-csi (Liu Shaoqi), Tung Pi-vu (Dong Biwu), Je Csien-jing (Ye Jianying), Li Hszien-nien (Li Xiannian), Jang Sang-kun (Yang Shangkun), Csou En-laj (Zhou Enlai) és Teng Hsziao-ping (Deng Xiaoping) a hosszú menetelés során szerezte meg tekintélyét.
2003-ban vita támadt a nyugati sajtóban a hosszú menetelés, és ezen belül Mao első hadserege által megtett út tényleges hosszáról. A 25 000 li (12 500 kilométer vagy körülbelül 8000 mérföld) hosszúság Mao becslése volt, amelyet életrajzírója, Edgar Snow tett közzé Red Star Over China (Vörös csillag Kína felett) című, 1938-ban kiadott könyvében. 2003-ban két brit kutató, Ed Jocelyn és Andrew McEwen, újra megtették a hosszú menetelés útját. 384 nap alatt számításaik szerint 6000 kilométert (3700 mérföldet) tettek meg. Könyvükben megállapítják, hogy Mao eltúlozta, gyakorlatilag megduplázta a megtett út hosszát, hogy azt saját propaganda-céljaira használja ki. Elemzésüket a kínai sajtó természetesen azonnal cáfolta, és közölték, hogy a 25 000 lis adat történelmi tény, amit nem lehet kétségbe vonni. Azonban már Edgar Snow beszámolója idején napvilágot láttak reálisabb becslések, melyek szerint a megtett távolság 18 000 li (9400 kilométer) körül lehetett. A vita értékelésekor azonban nem szabad figyelmen kívül hagyni nemcsak a hadvezér túlzásokra való hajlandóságát, hanem a számoknak, különösen a kerek számoknak a kínai gondolkodásban betöltött szerepét sem. Emellett a különböző hadseregek külön útjai összeadva valóban megközelíthetik a „hivatalos” adatot.

## Fordítás
Ez a szócikk részben vagy egészben a Long March című angol Wikipédia-szócikk ezen változatának fordításán alapul.  Az eredeti cikk szerkesztőit annak laptörténete sorolja fel. Ez a jelzés csupán a megfogalmazás eredetét és a szerzői jogokat jelzi, nem szolgál a cikkben szereplő információk forrásmegjelöléseként.